# 해안분지

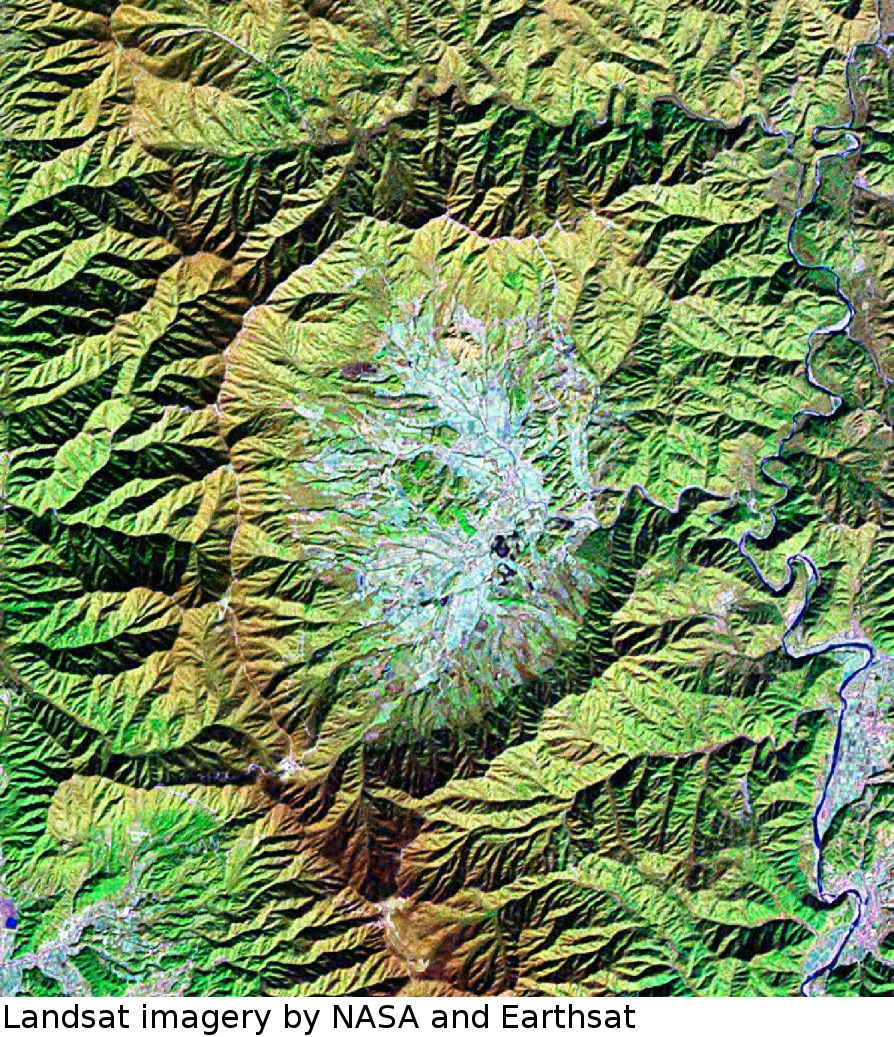

해안분지(亥安盆地) 또는 펀치볼(영어: Punch Bowl)은 대한민국 강원특별자치도 양구군 해안면에 있는 침식분지로, 펀치볼이라는 이름은 한국전쟁 당시 이 곳에 주둔한 미군의 종군기자가 지형의 모습을 펀치를 담는 그릇(볼)을 뜻하는 펀치볼이라고 부른 데에서 유래했다.

## 역사
해안은 이 분지에 사는 주민들과 돼지에 관한 고사에서 유래한다. 이 분지는 습한 기후로 뱀이 많아 사람들이 생활하는 데 불편을 겪었다고 한다. 이를 본 한 승려가 마을 사람들에게 돼지를 키우라고 권하였고, 사람들이 돼지를 키우자 뱀들은 사라졌다고 전해진다. 해안은 돼지와 평온함을 뜻한다. 6.25 전쟁 때 미군 종군기자는 가칠봉에 올라 해안분지의 아름다운 풍경을 보고 펀치라는 말을 했고, 이것이 일화가 되어 이 마을의 이름은 펀치볼이 되었다.

## 지질
해안분지는 전형적인 침식 분지로 고원생대 편마암류를 관입한 쥐라기 화강암이 주변 암석에 비해 풍화에 약해 더 빨리 침식되어 분지가 형성된 차별 침식에 의한 현상이다. 땅 한 부분의 침식이 다른 부분과 크게 구분되는 차별침식을 겪었는데, 이는 좌우에서 압력을 받는 습곡 현상으로 분지의 형태를 띠게 되었기 때문이다. 이는 해안분지에서 발견되는 암석층의 형태로 알 수 있는데, 해안분지의 암석층은 티그마와 작고 미세한 흠이 있어 이를 통해 좌우로부터의 압력에 의해 해안분지가 형성되었다는 걸 알 수 있다. 따라서, 해안분지는 티그마 습곡의 영향을 받았다. 이렇게 이 분지는 움푹 꺼져 있는 모양을 하게 되었다.

## 지리
40°에서 50°의 가파른 경사를 가진 해발 1,000미터 이상의 대암산과 대우산으로 둘러싸여 있다. 하천을 끼고 있는 대부분의 한국 침식분지와 달리 해안분지는 산에서 물이 흘러들어오고 한 하천으로 물이 모여 소양강을 통해 바다로 흘러간다.
여름철에는 해발 100미터씩 올라갈 때마다의 온도가 0.53°씩 떨어진다. 이 기온감률은 0.63°로 비가 올 때 가장 크며 장마철, 흐린날, 맑은날에 0.39°순서로 점차 수치가 감소한다. 하루 단위로 보았을 때, 높이에 따른 온도차는 해안분지의 경우 해뜰녁에 가장 높고 6시에 가장 낮다. 장마철에는 일정한 습도를 유지하며 고도가 낮은 곳일수록 습도가 높아 낮은 곳에는 짙은 안개를 형성한다.

## 경제
해안분지에서는 주위를 둘러싼 산에서 흘러오는 하천수와 지하수 관정을 이용한 고랭지 농업 및 논농사가 주수입원이다. 경사가 심한 산간의 경우에는 고랭지 농사가, 400미터의 평지에선 분지의 비옥한 토질을 바탕으로 논농사가 이뤄진다. 520미터에서 560미터의 고지대에선 과수원이 운영된다. 열 곳 중 6곳은 고랭지 농사를, 두 곳은 밭 농사 나머지는 각각 기타 작물이나 과수원을 운영한다. 하지만 이런 농업으로 비료나 농약을 머금은 물이나 흙이 유출되어 수질오염과 토양오염에 쉽게 노출되어 있다. 이는 소양강에서 탁수가 발생하는 원인인 중 하나로, 침사지와 두 곳의 하수처리시설을 설치하여 오염을 저감시키고 있다. 특산물은 시래기와 사과이다.

## 참고 문헌
- “양구군 해안분지 내 지하수, 하천수 및 토지이용에 대한 특성 평가” (PDF). 《지질학회지》 (54): 193-203. 2018년 4월. ISSN 2288-7377.
- 김봉균; 박용한 (1967년 4월). “The Origin of the so-called Punch Bowl” [펀치볼의 형성원인]. 《대한지질학회지》 (영어) 3 (1): 61-66. (구독 필요).